# Hóngrěn

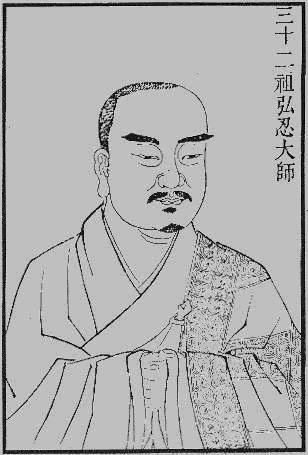
Dipinto del V patriarca Chán, Hóngrěn (弘忍, 601 - 674).

(Denkō roku, 伝光録)
Hóngrěn (弘忍, Hung-jen nella traslitterazione Wade–Giles. In coreano: Hong-in, in giapponese: Kōnin o Gunin; Henan, 601 – 675) è stato un monaco buddista cinese, V patriarca della scuola Chán.

## La vita
Hóngrěn è il quinto patriarca (cin. 祖 zǔ) della scuola buddista cinese Chán (禪宗) secondo un documento datato al 689  denominato "Epitaffio di Fǎrù" (法如, o Fa-ju). In questo "epitaffio", collocato nei pressi del monastero Shàolín (少林寺, Shàolín-sì), viene indicato il fondatore di questa scuole in Bodhidharma, seguito da altri cinque nomi: Huìkě (慧可, 487-593), Sēngcàn (僧璨, ?-606),  Dàoxìn (道信, 580 - 651), Hóngrěn (弘忍, 601 - 674) e Fǎrù (法如, 638-689).
Anche di Hóngrěn, come degli altri patriarchi Chán, conserviamo poche notizie biografiche, perlopiù relative alla successione del suo lignaggio dopo la sua morte nel 674.
Comunque sia, la tradizione narra che dopo aver ricevuto  la trasmissione del lignaggio (戒脈 jiè mài) dal IV patriarca e dopo aver costruito il mausoleo sul Monte Dòngshān (東山, oggi nella provincia di Hubei) dove il suo maestro Dàoxìn entrò nel qiānhuà (遷化 ovvero nella trasformazione, nella morte) si recò
sul Huángméishān (黃梅山, della Montagna della Prugna gialla, collocato sul versante sud-orientale della moderna Hubei) dove fondò un monastero Chán.
Le notizie successive che lo riguardando ineriscono alla trasmissione del lignaggio al VI patriarca.
Secondo il  Liùzǔ tánjīng (六祖壇經, Sutra della piattaforma del sesto patriarca, T.D. 2008.48.346a-362b), attribuito a Huìnéng (慧能, 638-713) ma probabilmente redatto da un suo discepolo o successore, dopo un confronto poetico sulla comprensione del dharma tra questi e Shénxiù (神秀, 606?-706), Hóngrěn decise di trasmettere il lignaggio a Huìnéng (vedi la voce Huìnéng).
Altre fonti, tuttavia, come l'"Epitaffio di Fǎrù"  e il  Chuánfǎbǎojì (傳法寶紀 T.D. 2838.85.1291), indicano in Fǎrù (法如, 638-689) il legittimo successore di Hóngrěn.
Mentre Lèngqié shīzī jì (Memorie dei maestri e dei discepoli di Lanka, 楞伽師資記, T.D. 2837.85.1283-1291), opera rinvenuta nelle Grotte di Mogao e attribuita a Jìngjué (淨覺, 683-750?), stabiliscono come VI patriarca e legittimo successore di Hóngrěn, Shénxiù.
Comunque siano andate le cose nel 796 con un proclama dell'imperatore Dézōng (德宗, conosciuto anche come Lǐ Kuò 李适, regno: 779-805) la legittimità del lignaggio di Hóngrěn sarà ufficialmente riconosciuta al solo  Huìnéng e oggi tutte le scuole di tradizione Chán (ivi comprese le scuole del Buddismo Zen) riconoscono in Huìnéng il loro VI ed ultimo patriarca.